# Symbiopectobacterium
Genre
Symbiopectobacterium est un genre de bacilles Gram négatifs (BGN) de la famille des Enterobacteriaceae. Son nom, qui comporte la racine grecque symbio- (σύμβιος : compagnon), fait référence au caractère symbiotique de ce genre bactérien avec les cicadelles Empoasca decipiens et à sa proximité avec le genre Pectobacterium (genre type de la famille des Pectobacteriaceae).
En 2022 c'est un genre monospécifique, l'unique espèce connue Symbiopectobacterium purcellii Nadal-Jimenez et al. 2022 étant également l'espèce type du genre.